# Станційна модель

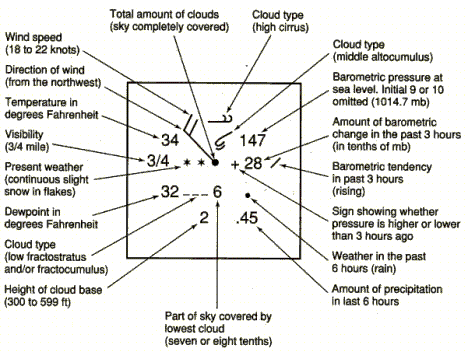
Позначення елементів у станційній моделі

Станційна модель — символічне позначення погоди на погодній мапі згідно з даними окремої метеорологічної станції. Згідно з моделлю, на невеликій площі мапи позначається велика кількість елементів погоди, які може бути важко інтерпретувати, але ці мапи дозволяють метеорологам, пілотам і морякам отримувати важливу погодну інформацію. Зараз такі мапи складаються автоматично, за допомогою комп'ютера. Станційна модель є міжнародно прийнятою, та була впроваджена 1 серпня 1941 року, зазнавши з того часу незначних змін.
Хоча станційна модель розроблена для мап погоди на поверхні, вона інколи використовується і для погоди на інших висотах. До станційної моделі входить поначення таких даних як атмосферний тиск, температура повітря, напрямок і швидкість вітру, хмарний покрив і режим опадів.